# Toni Fernández
Antonio Fernández Casino (15 de julio de 2008; Rubí, Barcelona) es un futbolista español que juega como delantero/extremo en el Barcelona Atlètic de la Primera Federación .

## Trayectoria
Llegó a La Masía desde el Espanyol. 
En septiembre y octubre de 2024, Fernández fue incluido en la convocatoria del primer equipo para varios partidos de La Liga y la UEFA Champions League, pero hasta ahora permaneció en el banquillo en todos ellos.  El 4 de enero de 2025 debutaría con el primer equipo en la Copa del Rey ingresando desde el banco frente al Barbastro en la victoria por 4-0. Fernández se convirtió en el segundo jugador más joven en debutar con el Fútbol Club Barcelona, por detrás de Lamine Yamal, con 16 años y 173 días.

## Estilo de juego
Su posición principal es la de delantero. Es zurdo. 

## Vida personal
El primo de Toni es el también jugador Guille Fernández; los padres de ambos son hermanos y sus madres son hermanas. 

## Estadísticas de carrera
| Club             | Temporada        | Liga               | Liga     | Liga  | Copa del Rey | Copa del Rey | Europa   | Europa | Otro     | Otro  | Total    | Total |
| Club             | Temporada        | División           | Partidos | Goles | Partidos     | Goles        | Partidos | Goles  | Partidos | Goles | Partidos | Goles |
| ---------------- | ---------------- | ------------------ | -------- | ----- | ------------ | ------------ | -------- | ------ | -------- | ----- | -------- | ----- |
| Barcelona B      | 2024–25          | Primera Federación | 5        | 2     | —            | —            | —        | —      | —        | —     | 5        | 2     |
| FC Barcelona     | 2024–25          | La Liga            | 0        | 0     | 1            | 0            | 0        | 0      | 0        | 0     | 1        | 0     |
| Total de carrera | Total de carrera | Total de carrera   | 5        | 2     | 1            | 0            | 0        | 0      | 0        | 0     | 6        | 2     |

## Palmarés
| Club                  | Título              | Año       |
| --------------------- | ------------------- | --------- |
| Fútbol Club Barcelona | Copa del Rey        | 2024-2025 |
| Fútbol Club Barcelona | Supercopa de España | 2024-2025 |
| Fútbol Club Barcelona | 2025                |           |